# Ladugården
Ladugården (fi. Latokartano) är en del av Viks stadsdel och  Ladugårdens distrikt i Helsingfors stad.
Ladugården är ett bostadsområde nära Viks universitetskampus som befinner sig 8 km från Helsingfors centrum. På 1950-1970-talen byggdes det några studentbostäder på området, Ladugårdens studentby, men år 1998 började en mera omfattande byggnation som hört till de större projekten i Helsingfors. Projektet fortgår till 2010-talet. I de sydligare delarna av Ladugården har man uppfört ett ekologiskt bostadsområde, med fokus på hållbar utveckling. Husen har bland annat solpaneler.

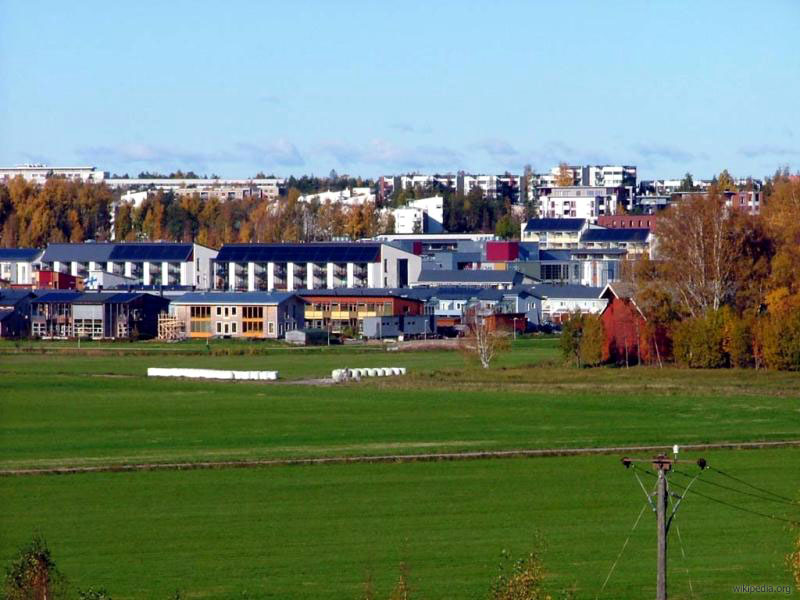
Ekologiska hus i Ladugården